# ريد ميتشيل (ملحن)
ريد ميتشيل (بالإنجليزية: Red Mitchell)‏ هو عازف جاز وملحن أمريكي، ولد في 20 سبتمبر 1927 في نيويورك في الولايات المتحدة، وتوفي في 8 نوفمبر 1992 في سايلم في الولايات المتحدة.

## وصلات خارجية
- الموقع الرسمي
- ريد ميتشيل على موقع IMDb (الإنجليزية)
- ريد ميتشيل على موقع ميوزك برينز (الإنجليزية)
- ريد ميتشيل على موقع أول ميوزيك (الإنجليزية)
- ريد ميتشيل على موقع ديسكوغز (الإنجليزية)
- ريد ميتشيل على موقع قاعدة بيانات الفيلم (الإنجليزية)